# سنغ صياد (قلعة أصغر)
سنغ صياد (بالفارسية: سنگ صیاد) هي قرية تقع في إيران في ناحية لاله زار. يقدر عدد سكانها بـ 92 نسمة بحسب إحصاء 2016.